# Uncle Tom's Cabin (film, 1914)
Uncle Tom's Cabin är en amerikansk historisk dramafilm från 1914 i regi av William Robert Daly. Filmen är baserad på George L. Aikens iscensättning av Harriet Beecher Stowes roman Onkel Toms stuga från 1852. I huvudrollerna ses Sam Lucas, Walter Hitchcock och Hattie Delaro. År 2012 valdes filmen ut för att bevaras i National Film Registry av USA:s kongressbibliotek då den anses vara ”kulturellt, historiskt eller estetiskt betydelsefull”.
Filmen är även noterbar för att det är första gången som en färgad man spelar huvudrollen Tom, i tidigare filmatiseringar av romanen spelades han av vita skådespelare med blackface. 

## Rollista i urval
- Sam Lucas - Uncle Tom
- Walter Hitchcock - George Shelby
- Hattie Delaro - Mrs. Shelby
- Master Abernathy - George Shelby Jr.
- Teresa Michelena - Eliza
- Irving Cummings - George Harris
- Paul Scardon - Haley
- Marie Eline - Little Eva St. Clair
- Garfield Thompson - St. Clair
- Roy Applegate - Simon Legree
- Boots Wall - Topsy